# Aulandra beccarii
Aulandra beccarii är en tvåhjärtbladig växtart som först beskrevs av Jean Baptiste Louis Pierre och Marcel Marie Maurice Dubard, och fick sitt nu gällande namn av Pieter van Royen. Aulandra beccarii ingår i släktet Aulandra och familjen Sapotaceae. Inga underarter finns listade i Catalogue of Life.